# Щеглов (Краснодарский край)
Щеглов — упразднённый хутор в Лабинском районе Краснодарского края России. На момент упразднения входил в состав Первосинюхинского сельского округа. В 1998 году хутор включен в состав хутора Первая Синюха и исключен из учётных данных.

## География
Располагался на левом берегу реки Синюха, ныне юго-восточная часть хутора Первая Синюха.

## История
По данным на 1925 год хутор Щеглов состоял из 39 хозяйств. В административном отношении входил в состав Синюхинского сельсовета Вознесенского района Армавирского округа Северо-Кавказского края.
Постановлением заксобрания Краснодарского края от 26 июня 1998 года № 918-П хутор включен в состав хутора Первая Синюха и исключен из учётных данных.

## Население
По данным на 1925 год на хуторе проживал 171 человек, в том числе 86 мужчин и 85 женщин.